# 39 f.Kr.
39 f.Kr. var ett normalår som började en lördag i den proleptiska julianska kalendern, men i verkligheten antingen ett normalår som började en fredag, lördag eller söndag, eller ett skottår som började en lördag i den julianska kalendern (se skottårsfelet i den julianska kalendern för mer information).

## Händelser

### Efter plats

#### Romerska republiken
- Sextus Pompeius, som kontrollerar Sicilien, Sardinien, Korsika och Peloponnesos erkänns som härskare över dessa områden av triumviratet i Misenumpakten. Denna pakt ser till att Rom får tillräckligt med säd.

## Födda
- Antonia den äldre, dotter till Marcus Antonius, farmor till Nero och Messalina
- Julia den äldre, dotter till Augustus
- Marcus Annæus Lucanus, romanesk skald

## Avlidna
- Quintus Labienus, romersk general (mördad)